# Hieronim Köller
Hieronim Michał Köller (ur. 29 września 1864, zm. 3 lutego 1954) – polski doktor praw, urzędnik, burmistrz Leska, nauczyciel, działacz społeczny.

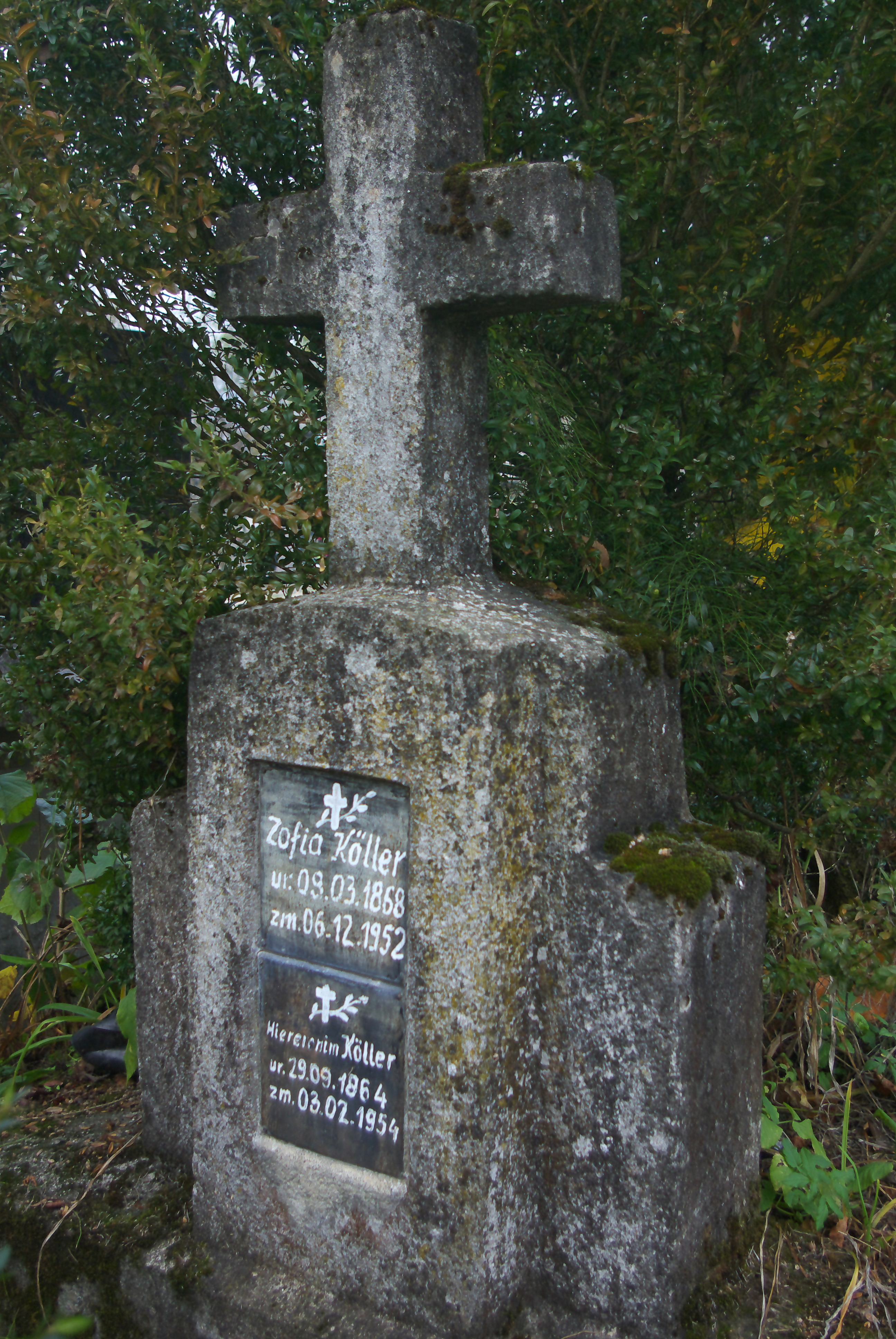
Nagrobek Hieronima i Zofii Köller

## Życiorys
Hieronim Michał Köller urodził się 29 września 1864. Miał siostrę.
Uzyskał stopień doktora praw. W okresie zaboru austriackiego w ramach autonomii galicyjskiej wstąpił do c. k. służby krajowej. Od około 1887 w charakterze praktykanta konceptowego był zatrudniony w C. K. Namiestnictwie, gdzie pracował w I biurze. W tym czasie otrzymał cesarskie stypendium celem kształcenia się poza granicami, po czym przez pół roku przebywał w Berlinie oraz pół roku w Paryżu. W tym czasie był protegowanym sekretarza Namiestnictwa, Tadeusza Czarkowskiego-Golejewskiego i gościł w stolicy Francji u Marii Czarkowskiej.
W sierpniu 1889 z posady praktykanta konceptowego C. K. Namiestnictwa został powołany do tymczasowej służby w C. K. Ministerstwie Wyznań i Oświaty w Wiedniu. W 1904 pełnił funkcję referenta galicyjskich spraw wyznaniowych dla wyznania rzymskokatolickiego i greckokatolickiego w C. K. Ministerstwie Wyznań i Oświaty w randze radcy sekcji. Do 1912 pracował w charakterze radcy ministerialnego. W lipcu 1912 został szefem sekcji w C. K. Ministerstwie Rolnictwa w Wiedniu (K. K. Ackerbau-Ministerium). Stanowisko sprawował do 1918. W swojej pracy zajmował się zarządem domen i lasów oraz szkolnictwem w zakresie ministerstwa. Wspierał sprawę polską, czym miał narazić się władzom austriackim. Udzielał się w życiu Polonii w Wiedniu. Otrzymał tytuł tajnego radcy i radcy dworu. Został wyniesiony do stanu rycerskiego 9 grudnia 1916. 
W 1902 był jednym z założycieli oddziału Towarzystwa św. Wincentego à Paulo w Wiedniu. W latach 20. II Rzeczypospolitej osiadł w Lisku wraz z żoną i synem. Zamieszkiwał w kamienicy przy plantach miejskich. Od lipca 1931 do 30 marca 1934 sprawował urząd burmistrza Leska. W Lesku należał do Towarzystwa Miłośników Muzyki i Sceny oraz do tamtejszego koła Towarzystwa Szkoły Ludowej. Był członkiem zwyczajnym Kasyna i Koła Literacko-Artystycznego we Lwowie. Po zakończeniu II wojny światowej został nauczycielem w Gimnazjum w Lesku.
Po powrocie ze stypendium w Paryżu w czerwcu 1889 ożenił się z Zofią Czarkowską (1868-1952), siostrą Tadeusza Czarkowskiego-Golejewskiego. Zmarł 3 lutego 1954. Został pochowany na cmentarzu w Lesku.

## Odznaczenia
- Krzyż Komandorski Orderu Świętego Grzegorza Wielkiego – Watykan (1904, wręczony we Lwowie przez abp. Józefa Teodorowicza)[16][4].

austro-węgierskie
- Krzyż Kawalerski Orderu Leopolda (1909)[25][4].
- Medal Jubileuszowy Pamiątkowy dla Cywilnych Funkcjonariuszów Państwowych[4].
- Krzyż Jubileuszowy dla Cywilnych Funkcjonariuszów Państwowych[4].